# 날마다좋은날
날마다좋은날은 부처님의 가르침을 홍포하여 행복한 자아실현과 맑고 향기로운 사회구현을 목적으로 1993년 6월 5일 설립된 대한민국 문화체육관광부 소관의 사단법인이다. 종전 명칭은 대한불교조계종전국신도회이다. 사무실은 서울특별시 종로구 견지동 13번지에 있다.

## 주요 사업
- 불교 포교사업
- 불교지도자육성을 위한 교육사업
- 국제 불교문화 교류사업
- 남북한 불교문화교류 및 지원사업
- 사회복지 사업 및 부대사업
- 소외계층 지원사업
- 생태 환경 보호 사업
- 청소년 지도자 양성과 올바른 문화 창달을 위한 제반 사업
- 불교정보화 사업 및 정보문화 제반사업
- 기타 본 법인의 목적 달성을 위한 제반 사업